# Julia Herzberg
Julia Herzberg (* 1978 in Dresden) ist eine deutsche Historikerin.

## Leben
Sie studierte Deutsch, Geschichte und Russisch in Köln, Wolgograd und Moskau. Nach der Promotion an der Universität Bielefeld 2010/2011 war sie wissenschaftliche Mitarbeiterin am Rachel Carson Center for Environment and Society der LMU München und seit Oktober 2013 als akademische Rätin am Lehrstuhl für Neuere und Osteuropäische Geschichte der Albert-Ludwigs-Universität Freiburg. Von 2016 bis 2023 lehrte sie als Professorin für Geschichte Russlands / Ostmitteleuropas in der Vormoderne in München.
Ihre Forschungsschwerpunkte sind Geschichte Russlands vom Mittelalter bis ins 20. Jahrhundert, Russland im Zeitalter der Aufklärung, Wissenschafts-, Technik- und Umweltgeschichte Ostmittel- und Osteuropas, populäre Autobiographik / Biografieforschung, Historiographiegeschichte und religiöse Praktiken.
Seit Oktober 2023 ist sie stellvertretende Direktorin des Leibniz-Instituts für Geschichte und Kultur des östlichen Europa (GWZO) und Professorin für die Kulturgeschichte des östlichen Europa an der Universität Leipzig.

## Schriften (Auswahl)
- als Herausgeber mit Christoph Schmidt: Vom Wir zum Ich. Individuum und Autobiographik im Zarenreich. Wien 2007, ISBN 3-412-16506-9.
- als Herausgeber mit Horst Förster und Martin Zückert: Umweltgeschichte(n). Ostmitteleuropa von der Industrialisierung bis zum Postsozialismus. Göttingen 2013, ISBN 978-3-525-37303-3.
- Gegenarchive. Bäuerliche Autobiographik zwischen Zarenreich und Sowjetunion. Bielefeld 2013, ISBN 978-3-8376-2136-5.
- als Herausgeber mit Christian Kehrt und Franziska Torma: Ice and Snow in the Cold War. Histories of Extreme Climatic Environments. New York 2019, ISBN 978-1-78533-986-8.
- Die Vereinbarung von Perejaslav 1654. Wiedervereinigung zweier „Brudervölker“ oder Wurzel des Konflikts? In: Franziska Davies (Hrsg.): Die Ukraine in Europa. Traum und Trauma einer Nation. Wbg Theiss, Darmstadt 2023, ISBN 978-3-8062-4565-3, S. 44–61.